# Esther Boise Van Deman
Esther Boise Van Deman (South Salem, 1er octobre 1862 - Rome, 3 mai 1937) est une archéologue américaine. 